# Alberto Granado
Alberto Granado Jiménez (Córdoba, 8 agosto 1922 – L'Avana, 5 marzo 2011) è stato un biologo e scrittore argentino.

## Biografia
Laureato in farmacologia e in scienze naturali, s'è dedicato, nei successivi cinquant'anni, alla ricerca scientifica e alla medicina. Invitato dal suo collega Ernesto Guevara de la Serna, nel 1961 emigrò dal Venezuela a Cuba dove ha fondato la Scuola Medica di Santiago de Cuba. Testimone diretto degli anni giovanili di Che Guevara, con il quale intraprese un lungo viaggio alla scoperta dell'America Latina e del quale fu grande amico, i suoi ricordi sono alla base del film di Walter Salles I diari della motocicletta e del documentario di Gianni Minà In viaggio con Che Guevara. Il 5 marzo 2011, in mattinata, mentre dormiva nella sua abitazione a l'Avana, Alberto Granado Romero è morto all'età di 88 anni. Come da sua volontà, i resti furono cremati e le ceneri sparse a Cuba, in Venezuela e in Argentina.

## Opere
Nel 2005 è stata edita nei paesi di lingua spagnola la sua autobiografia Memorias de un gitano sedentario. Subito dopo, in Italia è stata data alle stampe da Sperling Paperback (saggi) con il titolo: Un gitano sedentario. L'autobiografia del ragazzo che viaggiò in moto con Che Guevara e lo seguì nella Cuba della rivoluzione.